# Индоиранские языки
Индоира́нские (ари́йские) языки́ — наиболее восточная ветвь индоевропейской семьи языков, восходящая к единому предку — праиндоиранскому языку — и связанная происхождением с миграциями древних индоиранцев.
Компактный ареал расселения современных носителей индоиранских языков простирается от Памира, Бенгалии и Шри-Ланки до Анатолии, Сирии и Северного Кавказа. Языки распространены в Таджикистане, Афганистане, Бангладеш, Индии, Иране, Непале, Пакистане, Шри-Ланке; в регионах стран Средней Азии, Кавказа и Закавказья: Армении, Азербайджане, Туркменистане, Узбекистане; в прилегающих к ним регионах России; в Ираке, Китае, Сирии, Турции. Цыганский язык и родственные ему диалекты распространены по всему миру, в значительной степени — в Европе. Значительные хиндиязычные общины существуют также на Фиджи, Маврикии и в Суринаме.
Общее число носителей приближается к 1,2 млрд человек, что делает эту ветвь самой крупной среди индоевропейских языков.

## Классификация

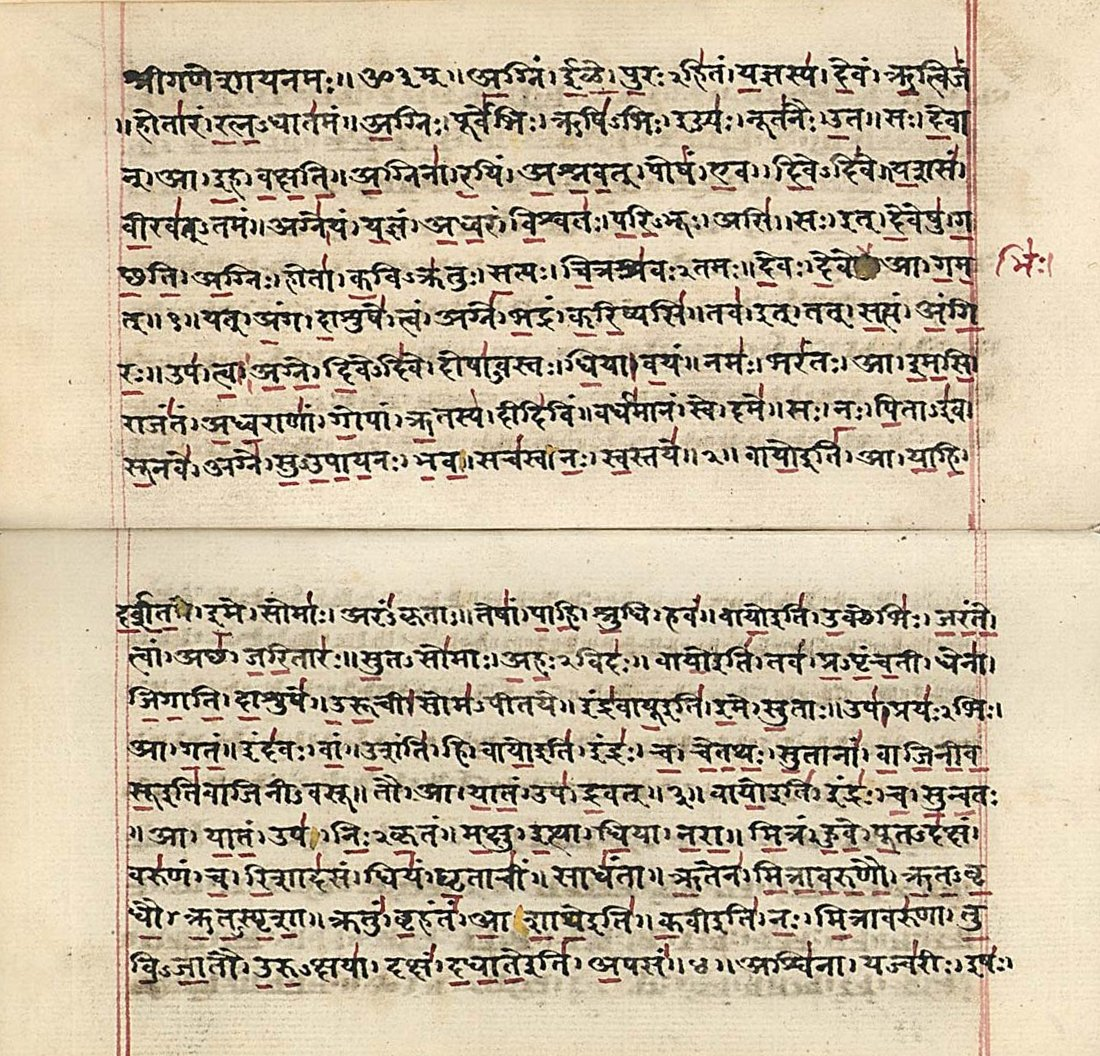
Текст Ригведы, начало XIX века

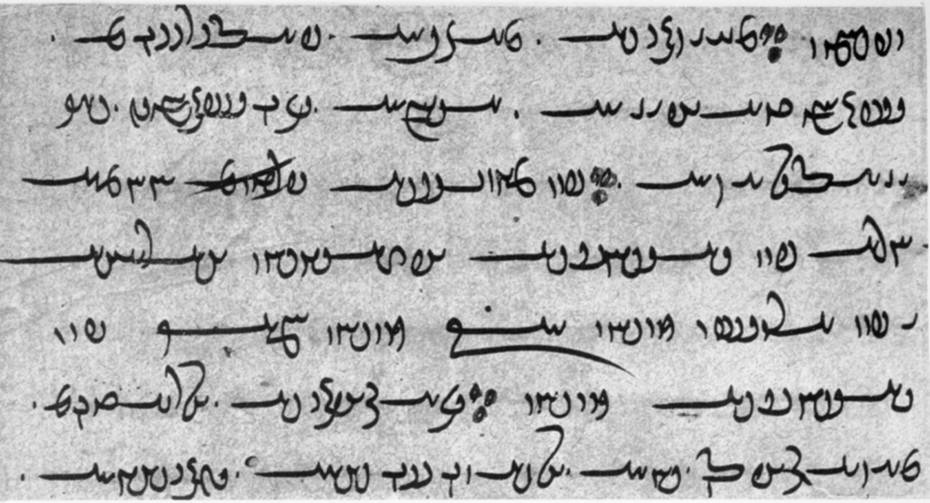
Текст Авесты

С начала сравнительно-исторического исследования индоиранской ветви индоевропейских языков она традиционно разделялась на индоарийскую и иранскую группы, вследствие чего и появился термин «индоиранские языки». Тем не менее развернувшиеся во второй половине XX в. активные исследования «малых» языков Гиндукушско-Гималайского региона заставили учёных пересмотреть дихотомическую классификацию и признать, что схема распада праарийского языка была значительно сложнее разделения ариев на индоариев и иранцев.
Прежде всего выяснилось, что обнаруженные в XIX в. в труднодоступных долинах, примыкающих к югу от Гиндукуша, нуристанские языки являются не ветвью индоарийских, как полагалось долгое время, а самостоятельной ветвью внутри арийских языков, выделившейся из праарийского состояния ещё до дивергенции остальных ариев на индоариев и иранцев.
Не до конца ясным остаётся положение дардских языков. По мнению А. Когана, существуют основания выделять дардские языки как самостоятельную ветвь внутри собственно индоиранских (без нуристанских), соотносимой по времени выделения с индоарийской и иранской и по некоторым параметрам занимающей промежуточное положение между последними. Большинство специалистов, однако, считает такую трактовку ошибочной, относя дардские языки к индоарийским.
Современную классификацию арийских языков можно представить в следующем виде:
- Нуристанские языки
  - южные (кати, вайгали, ашкун)
  - северный (прасун)
- Индоарийские языки
  - древние: санскрит, пали, различные пракриты, апабхранша
  - новые: (сингальский и мальдивский), (хинди и урду, бенгали, ория, панджаби, синдхи, гуджарати, маратхи, непали и др.), цыганские (европейско-цыганский, домари и др.), среднеазиатский (парья)
  - Дардские языки (причисляются обычно к индоарийским).
    - западные (пашаи, кховар, калаша и др.)
    - восточные (кашмири, шина и др.)
- Иранские языки
  - юго-западные (персидский язык (фарси), таджикский, дари, хазара, еврейско-персидский, еврейско-таджикский и др.)
  - северо-западные (курманджи, сорани, южнокурдский, леки, белуджский язык, центральноиранский, талышский и др.)
  - юго-восточные (пашто, ванеци, шугнанский, рушанский, бартангский и др.)
  - северо-восточные (осетинский, ягнобский).

## Праиндоиранский язык, протоиндоиранский, праарийский язык
Происхождение арийских языков связывается с реконструируемым праиндоиранским языком, выделившимся из индоевропейской общности и существовавшим до своего распада в III тыс. до н. э.
По морфологическим, лексическим и некоторым фонетическим признакам праарийский язык обнаруживает глубинную близость с предками греческого и армянского языков.
Основными специфическими чертами протоиндоиранского, выделившими его из всех индоевропейских языков являются:
- Сатемизация (первая палатализация), а именно переход индоевропейских палатальных согласных велярного ряда в аффрикаты: и.е. *ḱ, *ǵ, *ǵʰ > арийск. *ć, *j́, *j́h. При этом после отделения нуристанских в собственно индоиранских в аффрикате *ć происходит утрата смычного элемента: арийск. *ć > индоиран. *ś. Эта изоглосса (сатем) объединяет арийские с балтскими, славянскими, армянским и албанским языками. Лабиовелярный ряд, как и во всех сатемных, совпал с велярным: то есть *kʷ, *gʷ, *gʷʰ > арийск. *k, *g, *gh.
- «Вторая палатализация» — переход велярных и лабиовелярных в шипящие аффрикаты перед *i и *e: и.е. *k/kʷ, *g/gʷ, *g/gʷʰ > арийск. *č, *ǰ, *ǰh. Судьбы этого и предыдущего ряда аффрикат в отдельных арийских различны, что говорит о том, что они различались изначально.
- Совпадение гласных

и.е. *a, *e, *o, а также слоговых *m̥ и *n̥ > арийск. *a
и.е. *ā, *ē, *ō, m̥̅ и *n̥̅> арийск. *ā
- Ротацизм: и.е. *r, *l > арийск. *r, затронувший так же слоговой вариант фонемы: и.е. l̥, *r̥ > арийск. *r̥

В результате система гласных ограничивается семью фонемами: краткими *a, *i, *u, долгими *ā, *ī, *ū (плюс четыре соответствующих дифтонга: *ai̭, *aṷ, *āi̭, *āṷ) и слоговой сонант *r̥ (его долгий вариант *r̥̅ редок). Кроме того, после совпадения гласных в *a, последняя стала возможной после второго ряда афррикат (*če, *ǰe, *ǰhe > *ča, *ǰa, *ǰha), что сделало этот ряд аффрикат полноценными фонемами.
- Переход слогового ларингала и.е.*H̥ (*ə) > арийск. *i в первом и последнем слогах
- Действие правила RUKI: переход и.е. *s > арийск. *š после *i, *r (<*r, *l), *k (<*k, *kʷ) и *ḱ. После отделения нуристанских языков произошёл также переход и.е. *s > индоиран. *š и после *u.

Праарийский ряд звонких придыхательных смычных продолжает индоевропейские придыхательные: и.е. *bʰ, *dʰ, *gʰ > арийск. *bh, *dh, *gh/ǰh, в дальнейшем лучше всего сохранившиеся в индоарийских. В праарийском также развивается соответствующий ряд придыхательных глухих смычных, изначально отсутствовавший в праиндоевропейском. Основным источником их были сочетания с ларингалом: и.е *pH, *tH, *kH > арийск. *p(h), *t(h), *k(h). Фонемизация этого ряда завершилась, по всей видимости, только после отделения нуристанских.

## Древние языки
Древнейшими дошедшими до нас образцами арийских языков являются:
- Андроновский арийский язык — реконструируется по субстратной лексике в финно-волжских языках[9]. Имеет общие черты как с индоарийскими, так и с иранскими языками, а также ряд собственных черт, нехарактерных для обеих указанных подгрупп. Название дано по андроновской археологической культуре, существовавшей в предполагаемом очаге субстрата.
- Митаннийский арийский язык — древнейшая письменная фиксация (XV—XIII вв. до н. э.) одной из форм древнеарийской речи в виде имён богов в договорах хурритоязычного государства Митанни, коневодческой терминологии хурритов, заимствований в аккадский и другие древние письменные языки Ближнего Востока. Считается наиболее близким к древнеиндийскому (правда сближается в основном архаизмами, обладая собственными инновациями). Считается, что митаннийские арии были быстро ассимилированы в хурритской среде, и их язык не оставил потомков, но есть гипотеза что все таки есть и это армяне так как в армянском языке сохранилось большое количество митаннийских слов[10].
- Древнеиндийский язык — литературная форма языка древних индоариев, традиционно разделяемая на ведийский язык и санскрит. Язык Вед соответствовал разговорному древнеиндийскому, бытовавшему в Пенджабе во времена составления древнейших гимнов Ригведы (1500—1300 гг. до н. э.), в поздневедийский период консервативный религиозный язык стал сильно отставать от развивающихся разговорных форм (называемых пракритами), что в итоге привело к выработке санскрита («обработанного языка») — законсервированной и упорядоченной формы литературного древнеиндийского языка, противопоставленной отошедшим от древней формы пракритам.
- Авестийский язык — литературный язык памятников Авесты (1200—600 гг. до н. э.), наиболее близкий к древнеиранскому языку. Язык древнейшей части Авесты — Гат — особенно близок к языку древнеиндийской Ригведы.

С середины I тыс. до н. э. появляются памятники на языках, демонстрирующих отход от древнеарийской формы и всё большее расхождение между собой:
- Индийские пракриты (пали, пайшачи, в дальнейшем шаурасени, магадхи, апабхранша и др.)
- Мидийский язык, в дальнейшем курдский, азери, талышский, гилянский, татский, килитский (Ордубадский район Нахичеванской области Азербайджана), диалекты тати.
- Древнеперсидский язык, а в дальнейшем и среднеиранские языки (среднеперсидский, парфянский, бактрийский, согдийский, хорезмийский, хотаносакский).

М. Витцель и А. Лубоцкий обнаружили общую для древнейших индоиранских языков субстратную лексику, которую они считают заимствованной из исчезнувшего неиндоевропейского языка бактро-маргианской культуры.

## Современные языки

### Социолингвистическая ситуация

Соотношение численности носителей индоиранских языков (в миллионах)

Современные индоарийские языки насчитывают более различных 300 идиомов, включая крупные языки с десятками (иногда и сотнями) миллионов носителей и языки межнационального общения. При этом более 75 % числа носителей приходится на индоарийскую группу, на языках которой разговаривают прежде всего в густонаселённых областях Южной Азии. Относительно меньшинство говорит на иранских языках, количество носителей которых, однако, достигает около 150 млн человек. Дардские языки довольно немногочисленны (в пределах 5—6 млн). Нуристанские языки насчитывают около 120 тыс. чел.
Некоторые языки издавна выполняют роль языка межнационального общения, а также доминирующего языка литературы и науки, преимущественного языка государства и СМИ. К ним относятся хинди, урду и фарси. Статусом государственного языка в настоящее время обладают:
- хинди (Индия, Фиджи)
- урду (Пакистан)
- бенгальский язык (Бангладеш)
- фарси (Иран), а также его разновидности:
  - дари (Афганистан)
  - таджикский (Таджикистан)
- пушту (Афганистан)
- сингальский (Шри-Ланка)
- непальский (Непал)
- осетинский (Южная Осетия и Северная Осетия)

Помимо этого около 20 индоиранских языков (включая некоторые из вышеперечисленных) являются официальными языками тех или иных автономных образований или штатов в Индии, Ираке, России и частично признанном государстве Косово.
Наиболее крупными индоиранскими языками являются:
| Язык                                 | Число носителей | Официальный статус | Сфера использования | Письменность                            |
| ------------------------------------ | --------------- | --- | --- | --------------------------------------- |
| Хинди (включая бихари и раджастхани) | 258 млн         | государственный в Индии и на Фиджи, официальный язык 11 штатов и территорий Индии (Раджастхан, Дели, Хариана, Уттаракханд, Уттар-Прадеш, Мадхья-Прадеш, Чхаттисгарх, Химачал-Прадеш, Джаркханд, Бихар, Андаманские и Никобарские острова). | национальный язык, доминирует во всех сферах, развитая литература с IX в., СМИ, наука, межнациональное общение (второй язык для около 200 млн чел.) | деванагари                              |
| Бенгали                              | 230 млн         | государственный в Бангладеш, официальный язык 2 штатов Индии (Западная Бенгалия, Трипура) | национальный язык, литература с X в., СМИ, межнациональное общение                                                                                  | бенгальское письмо                      |
| Пенджаби                             | 105 млн         | официальный язык штата Пенджаб (Индия), язык пакистанской провинции Пенджаб (статус официально не закреплён). | литература с XV в., СМИ, религиозная литература сикхов.                                                                                             | гурмукхи, арабское письмо               |
| Маратхи                              | 70 млн          | официальный язык штата Махараштра (Индия). | литература с IX в., СМИ | деванагари                              |
| Урду                                 | 65 млн          | государственный язык Пакистана, официальный язык союзной территории Джамму и Кашмир (Индия), широко распространён в Северной Индии. | национальный язык, литература, СМИ, межнациональное общение (второй язык для около 150 млн чел.)                                                    | арабское письмо                         |
| Фарси (включая дари и таджикский)    | 56 млн          | государственный в Иране, Афганистане, Таджикистане | национальный язык, развитая литература с X в., СМИ, наука, межнациональное общение (второй язык для около 60 млн чел.)                              | арабское письмо, кириллица (таджикский) |
| Гуджарати                            | 46 млн          | официальный язык 3 штатов Индии (Дадра и Нагархавели, Даман и Диу, Гуджарат) | литература с XII в., СМИ | письмо гуджарати                        |
| Синдхи                               | 37 млн          | один из официальных языков Индии (без территориальной привязки), язык пакистанской провинции Синдх (статус официально не закреплён). | литература с XIV в., ограниченно в СМИ | арабское письмо, деванагари             |
| Пашто                                | 36 млн          | государственный в Афганистане, язык пакистанской провинции Хайбер-Пахтунхва и Зоны племён (статус официально не закреплён). | национальный язык, литература с XVII в., СМИ, в меньшей степени межнациональное общение                                                             | арабское письмо                         |
| Ория                                 | 35 млн          | официальный язык штата Орисса (Индия) | литература с VIII в., СМИ | письмо ория                             |
| Курдский                             | ок. 35 млн      | официальный язык автономии Иракский Курдистан | литература с XV в., СМИ | арабское письмо, латиница               |